# Aston Martin Valiant
La Valiant est une supercar du constructeur automobile britannique Aston Martin produite par le département sur mesure Q by Aston Martin en 2024 en 38 exemplaires.

## Présentation
L'Aston Martin Valiant est dévoilée le 26 juin 2024 et fait sa première apparition publique au festival de vitesse de Goodwood 2024. Elle est développée conjointement avec le pilote de Formule 1 Fernando Alonso, dont un exemplaire lui est réservé. Elle s'inspire de l'Aston Martin DBS GTP Muncher (connu en interne sous le code RHAM/1) qui a participé aux 24 Heures du Mans 1977 et 1979.

## Caractéristiques techniques
La Valiant est basée sur la plateforme technique de la Valour, elle même dérivée de la Vantage. Sa carrosserie est intégralement réalisée en carbone, mais elle fait aussi appel au titane et au magnésium, tandis que le sous-châssis arrière est imprimé en 3D.
Le coupé est doté d'un V12 de 5,2 litres d'une puissance de 745 ch et 753 N m de couple.